# 중일화평조약
중일화평조약(中日和平條約)은 중화민국과 일본이 양국의 제2차 세계 대전 전쟁 상태를 종료시키기 위해서 체결된 조약이다. 중일평화조약(中日平和條約) 또는 타이베이화약(臺北和約) 으로도 불린다. 일본에서는 일본국과 중화민국과의 사이의 평화 조약(일본어: 日本国と中華民国との間の平和条約 니혼코쿠토 추카민코쿠토노 아이다노 헤이와조야쿠[*])이라는 명칭을 사용한다.
1952년 4월 28일에 타이베이에서 조인되어 1952년 8월 5일에 정식 발효되었다. 그러나 이 조약은 1972년에 중화인민공화국과 일본이 중일공동성명을 발표하고, 일본 정부가 중화인민공화국 정부를 중국의 유일한 합법 정부로 승인하자, 중화민국 정부가 일본과의 단교 조치를 취함으로써 효력이 중지되었다.

## 같이 보기
- 중일공동성명